# Eugraptoblemma
Eugraptoblemma là một chi bướm đêm thuộc họ Noctuidae.